# Sorbus torminalis
El sorbo silvestre, serbal silvestre o mostajo de perucos (Sorbus torminalis) es un árbol de la familia de las rosáceas, distribuido por el oeste, centro y sur de Europa, norte de África y oeste de Asia.

## Descripción
El sorbo silvestre es un árbol que puede lograr la altura de 25 metros, con flores blancas y frutos en pomo con un diámetro de unos 15 mm, de color marrón (los de otras especies de sorbos son rojos), que se pueden comer cuando están muy maduros. En Francia puede hibridarse con Sorbus aria.

## Galería
Sorbus torminalis

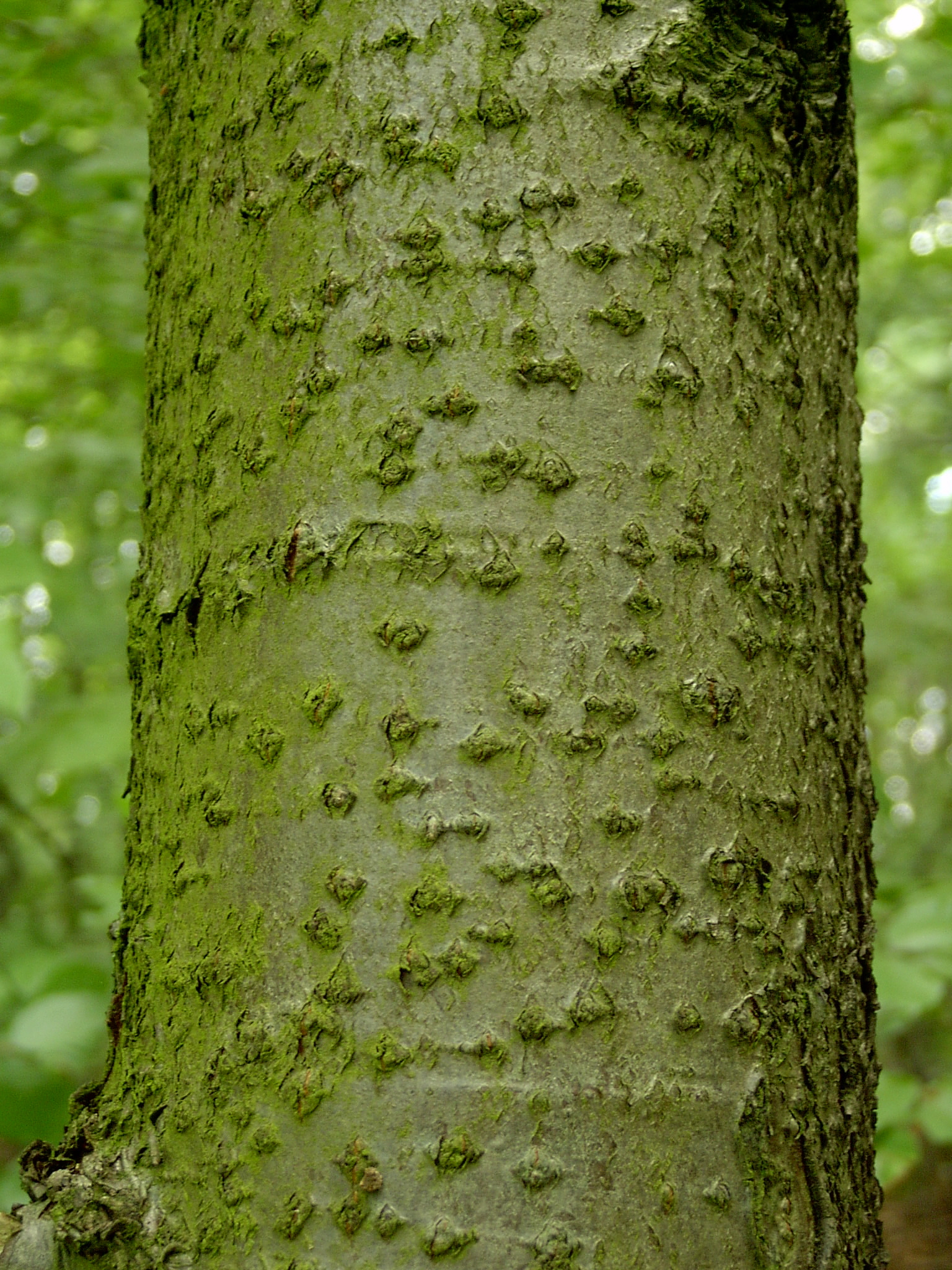
Corteza juvenil
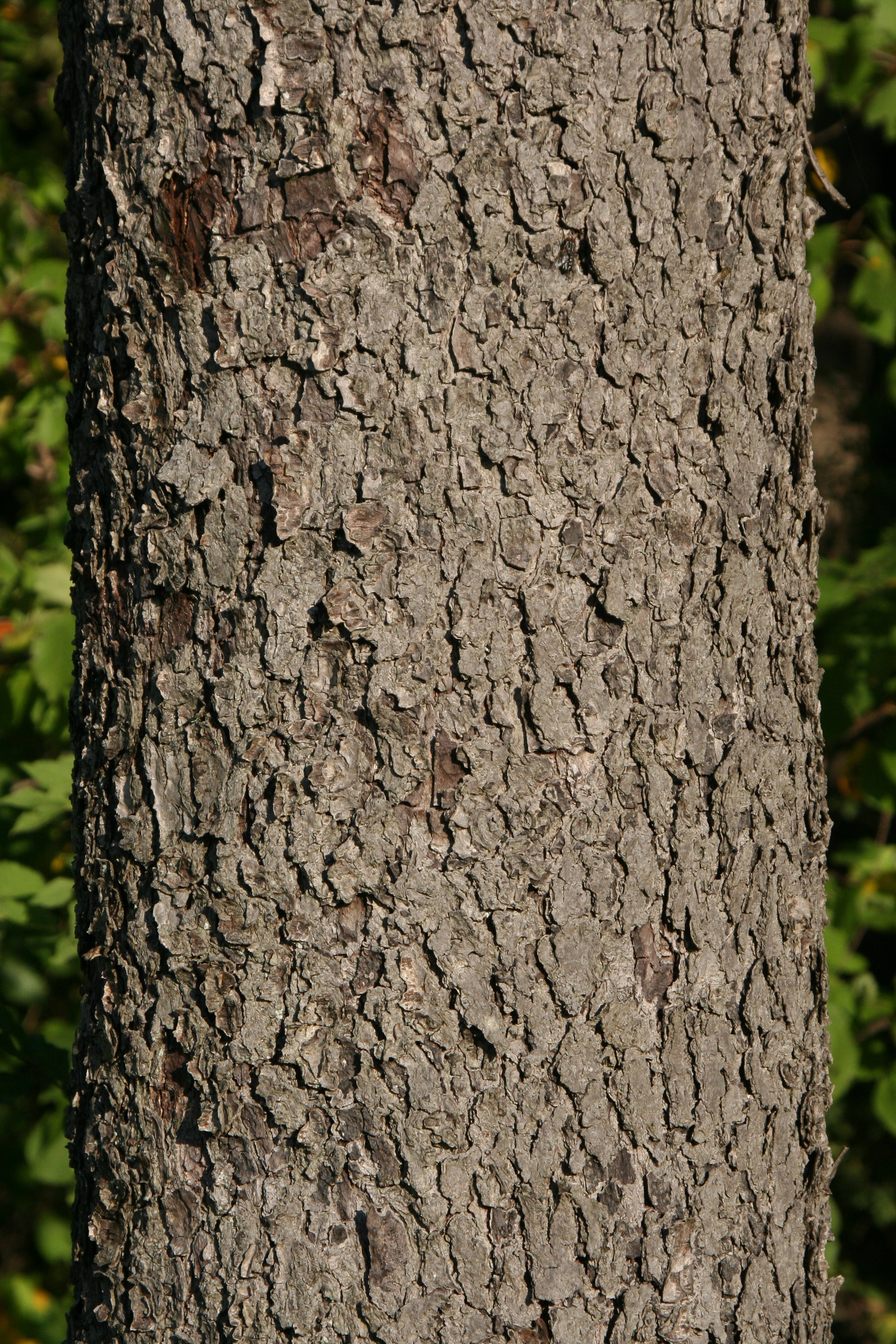
Corteza de árbol adulto, muy diferente de la del árbol joven
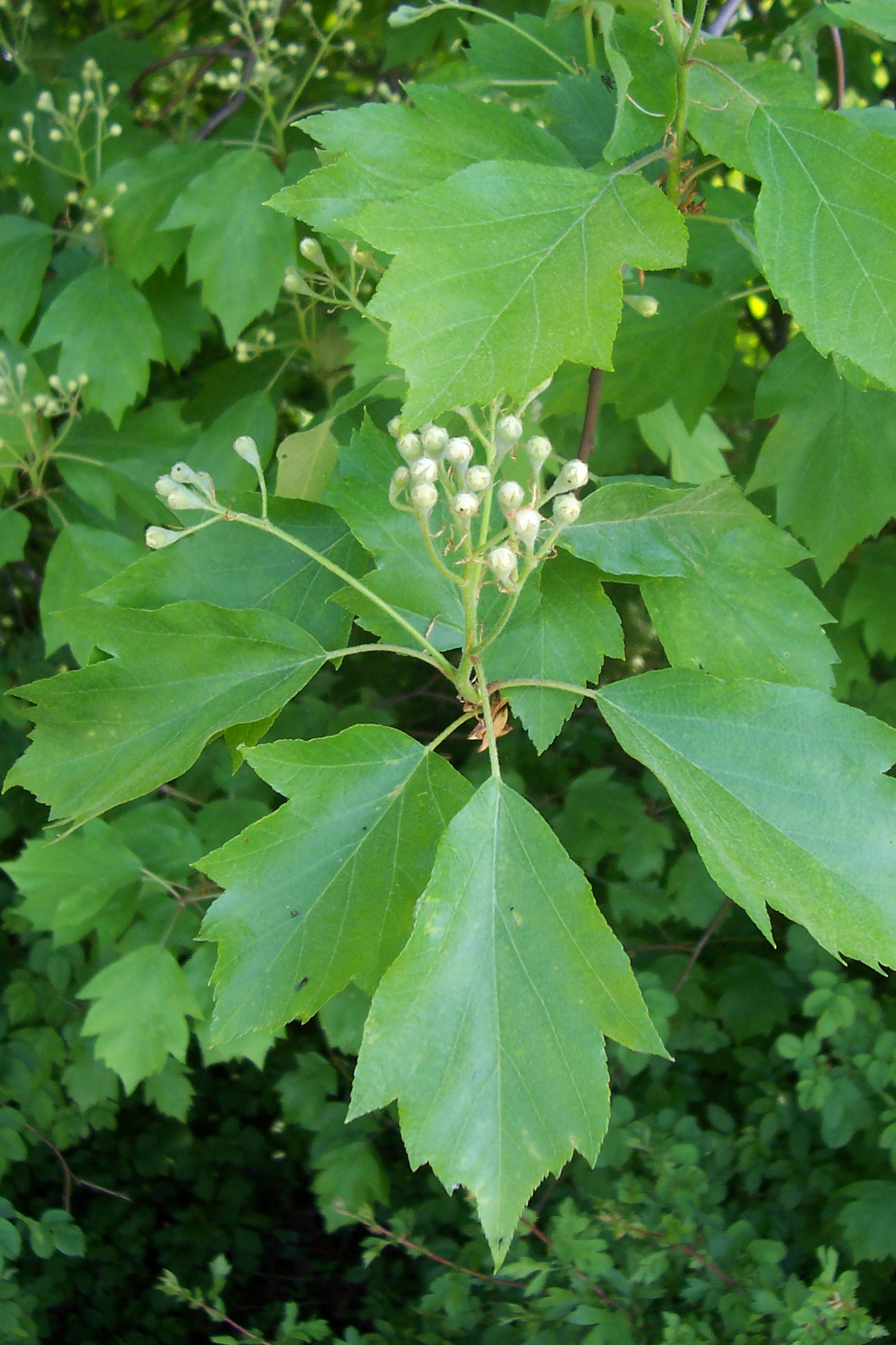
Hojas e inflorescencias
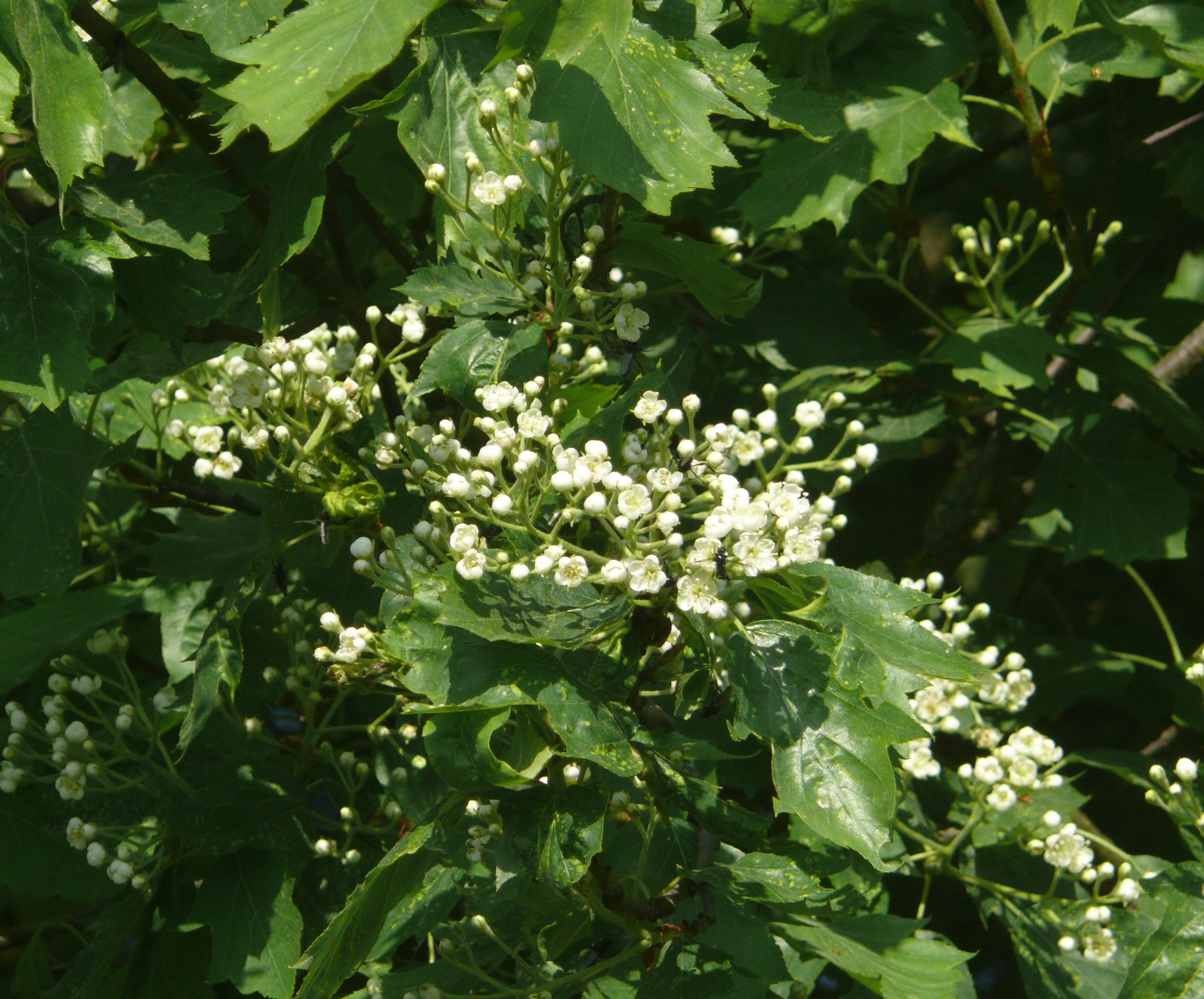
Las flores son blancas
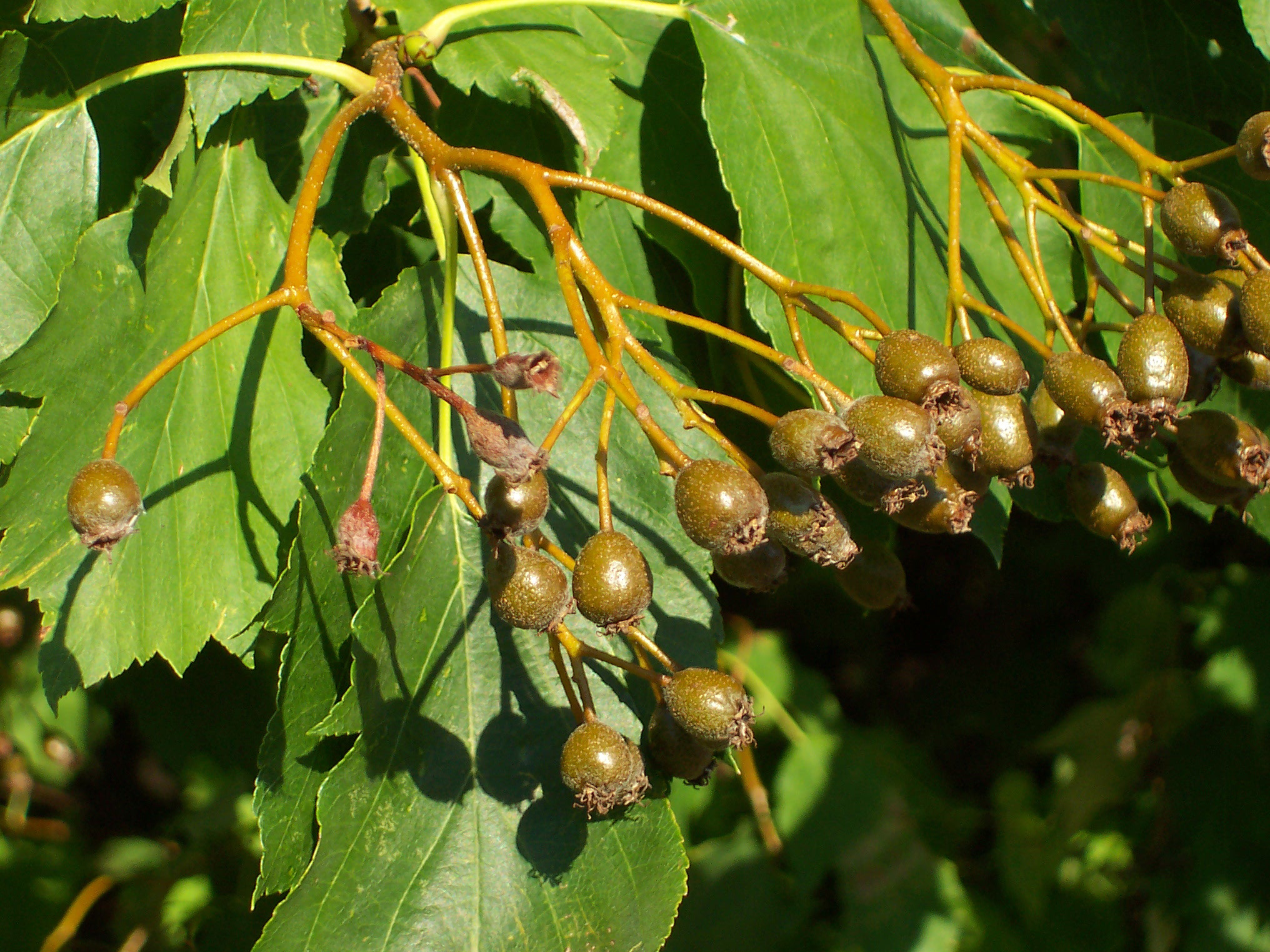
Los frutos de esta especie son marrones
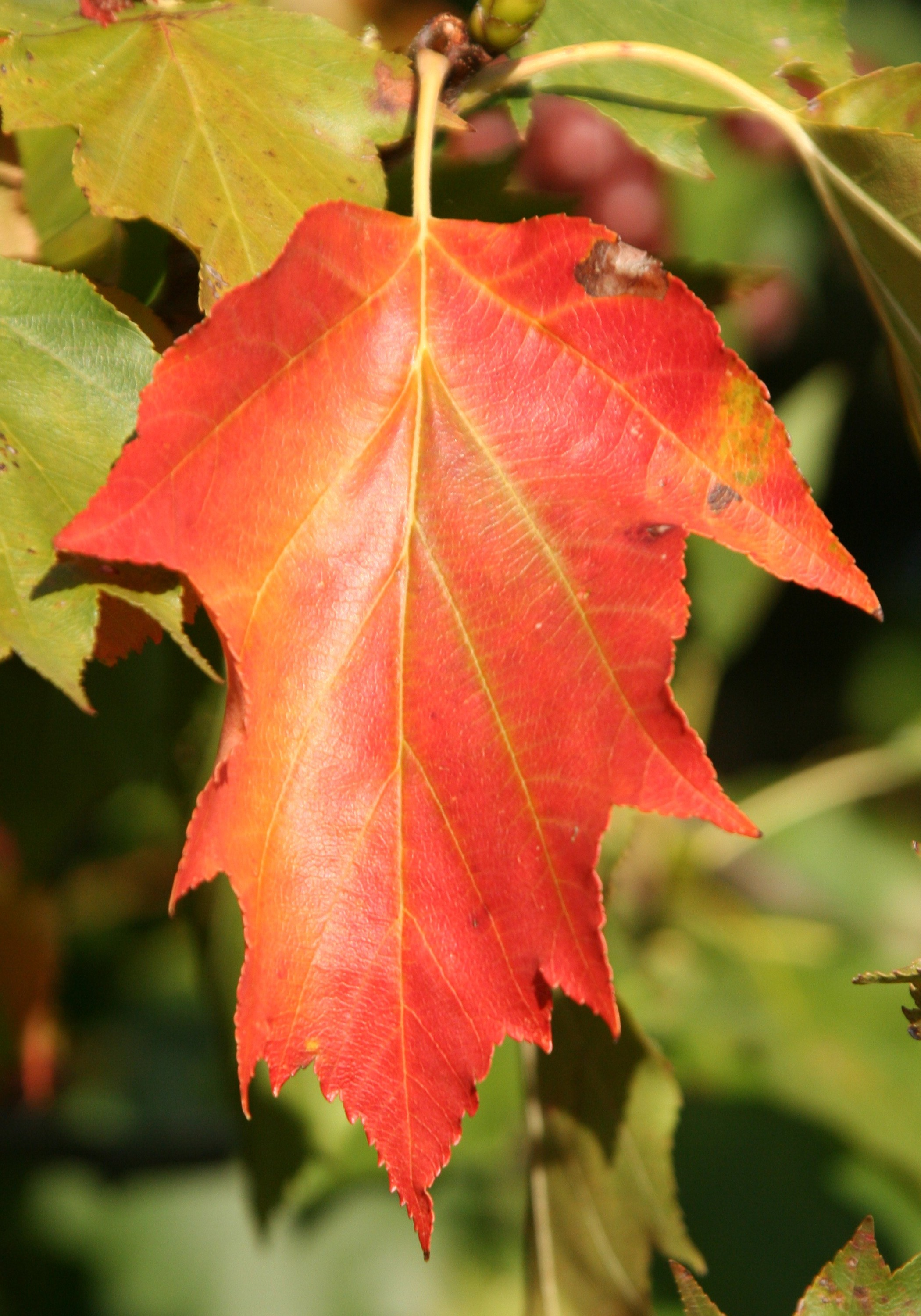
Las hojas en otoño se hacen rojas
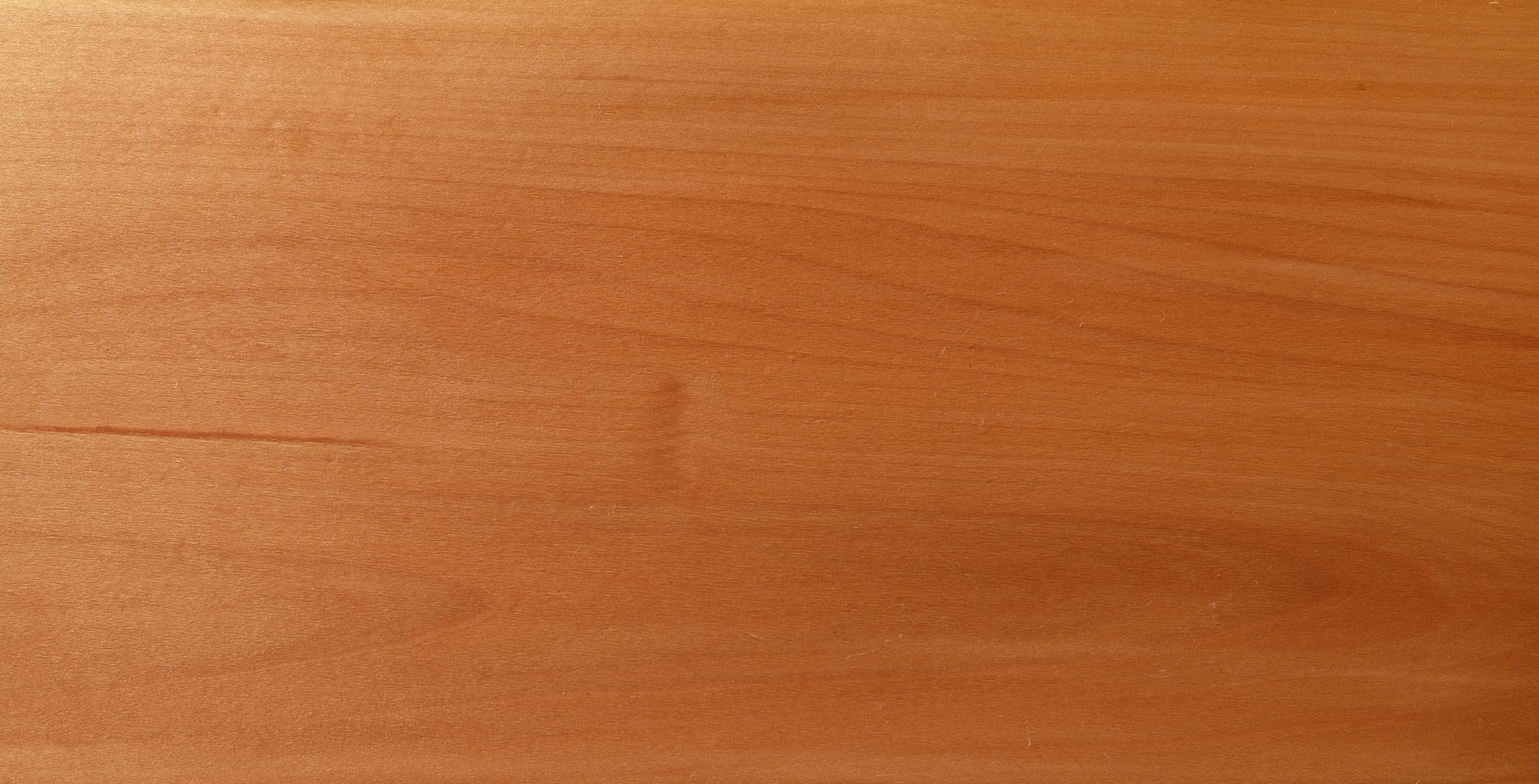
Madera
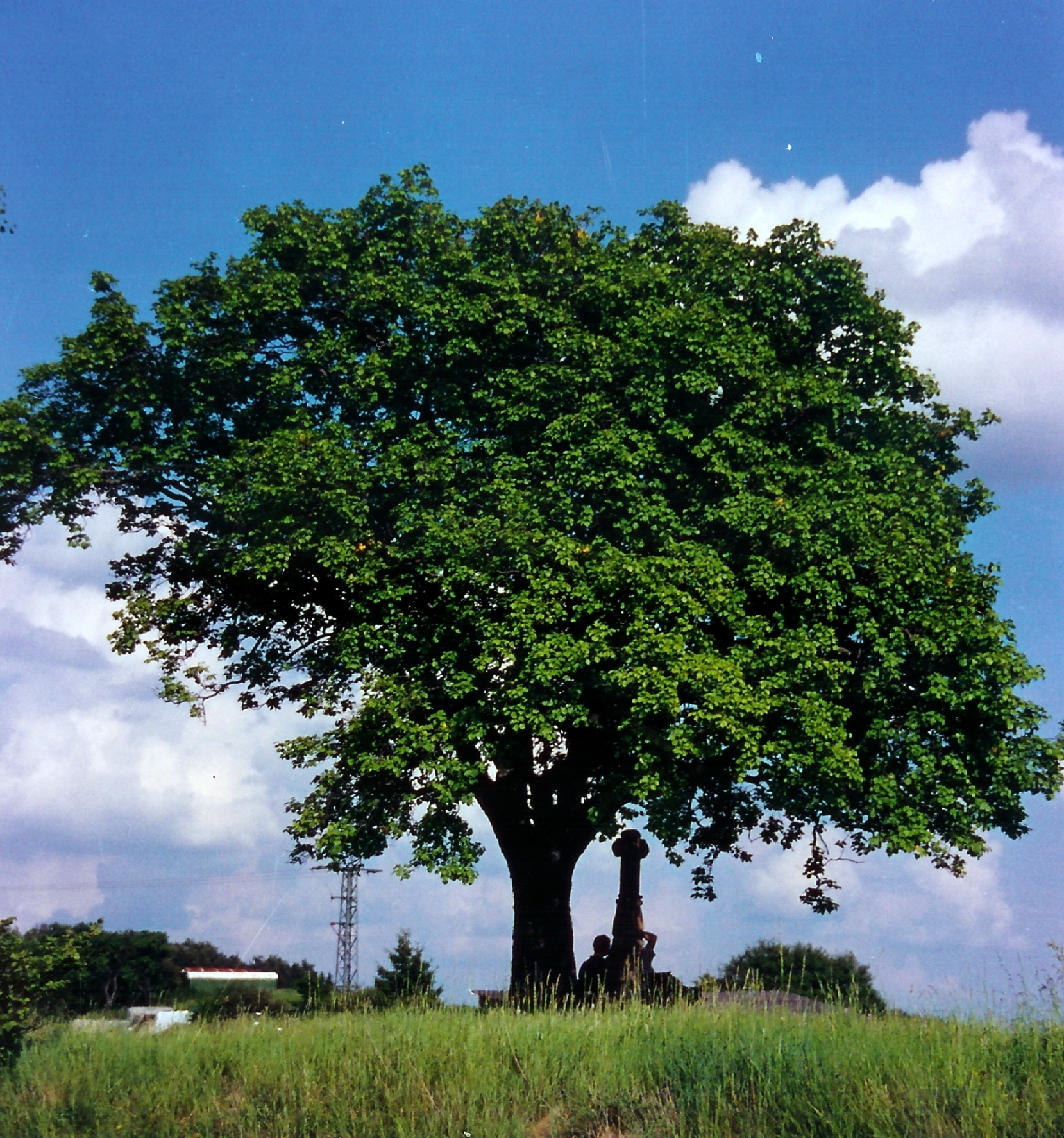
Un árbol adulto en el campo

## Distribución y hábitat
Esta especie crece principalmente en el centro de Europa: Francia, Alemania, Dinamarca, Suiza, Italia y Polonia. Se encuentra también en los Pirineos, en Inglaterra, Gales y en el Cáucaso.

Prefiere vivir en terrenos calizos. Es una especie propia de claros y bordes de los bosques, pues necesita el sol. Se encuentra principalmente en bosques de roble o de haya. Se adapta muy bien a zonas con inviernos fríos.

## Nombres comunes
- mostaco de hoja recortada, mostellar de hoja recortada, mustaco de hoja recortada, platago.[3]